# 駒場車庫前停留場
駒場車庫前停留場（こまばしゃこまえていりゅうじょう）は、北海道函館市駒場町15番地先にある函館市企業局交通部（函館市電）湯の川線の停留場である。駅番号はDY04。
本稿では運行拠点である駒場車庫（こまばしゃこ）についても記載する。

## 構造
- 2面2線の相対式。
- ホームの位置が上下線で違う。
- 湯の川方のホームは長い[3]。これは点検・故障時やダイヤ調整などのための車両交換を考慮している。また、湯の川行きと当駅止まりの電車とでは停止位置が異なる。
- 横断歩道がないため横断指導線による歩行者横断帯が往線・復線にそれぞれ2箇所ある。
- 湯の川行電車は通常ここで乗務員の交代を行う。

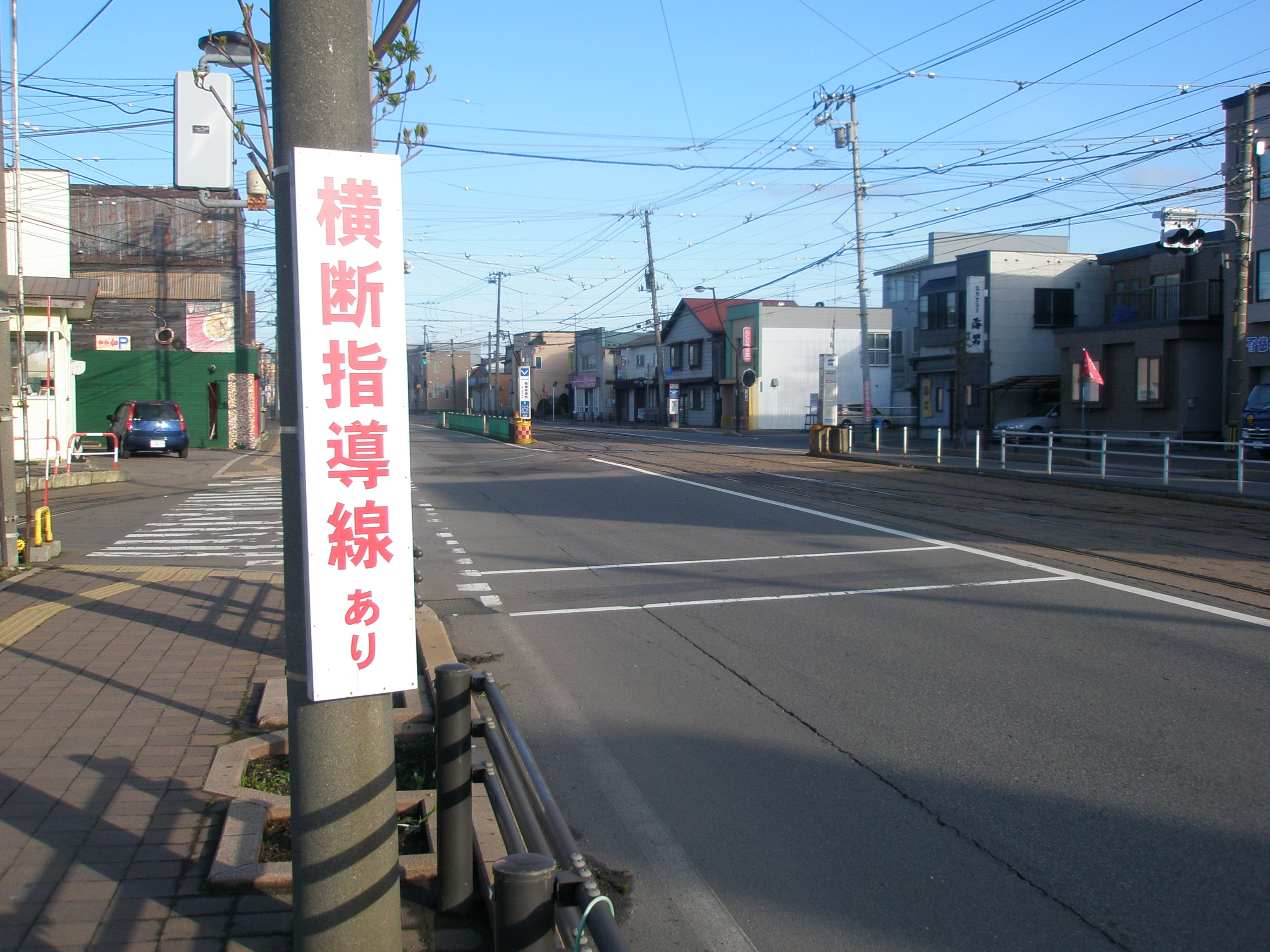
駒場車庫前停留場のホームと歩道をつなぐ横断指導線（2017年4月撮影）。画面左端は営業所の操車室。
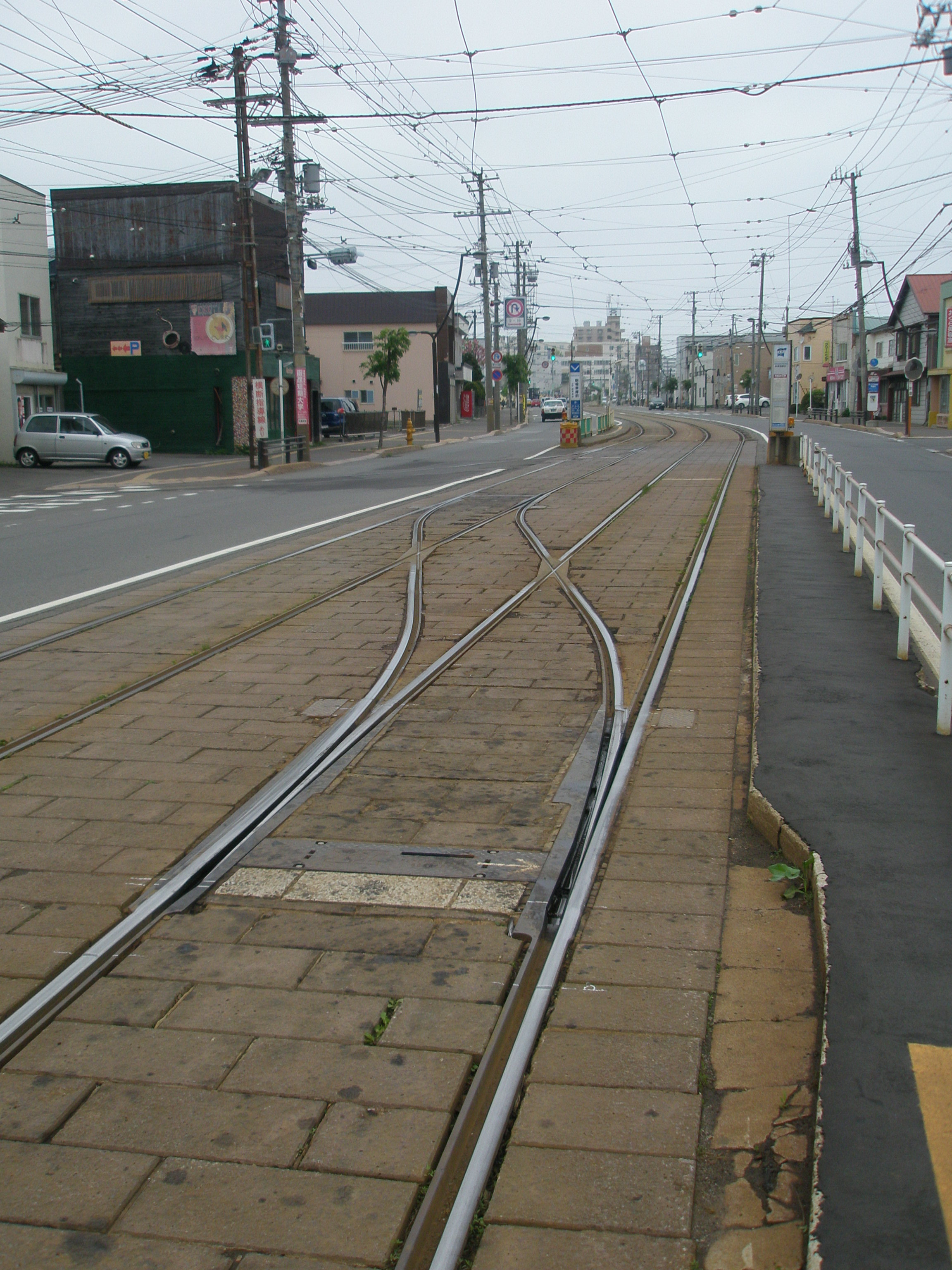
駒場車庫前停留場の渡り線（2017年5月撮影）。
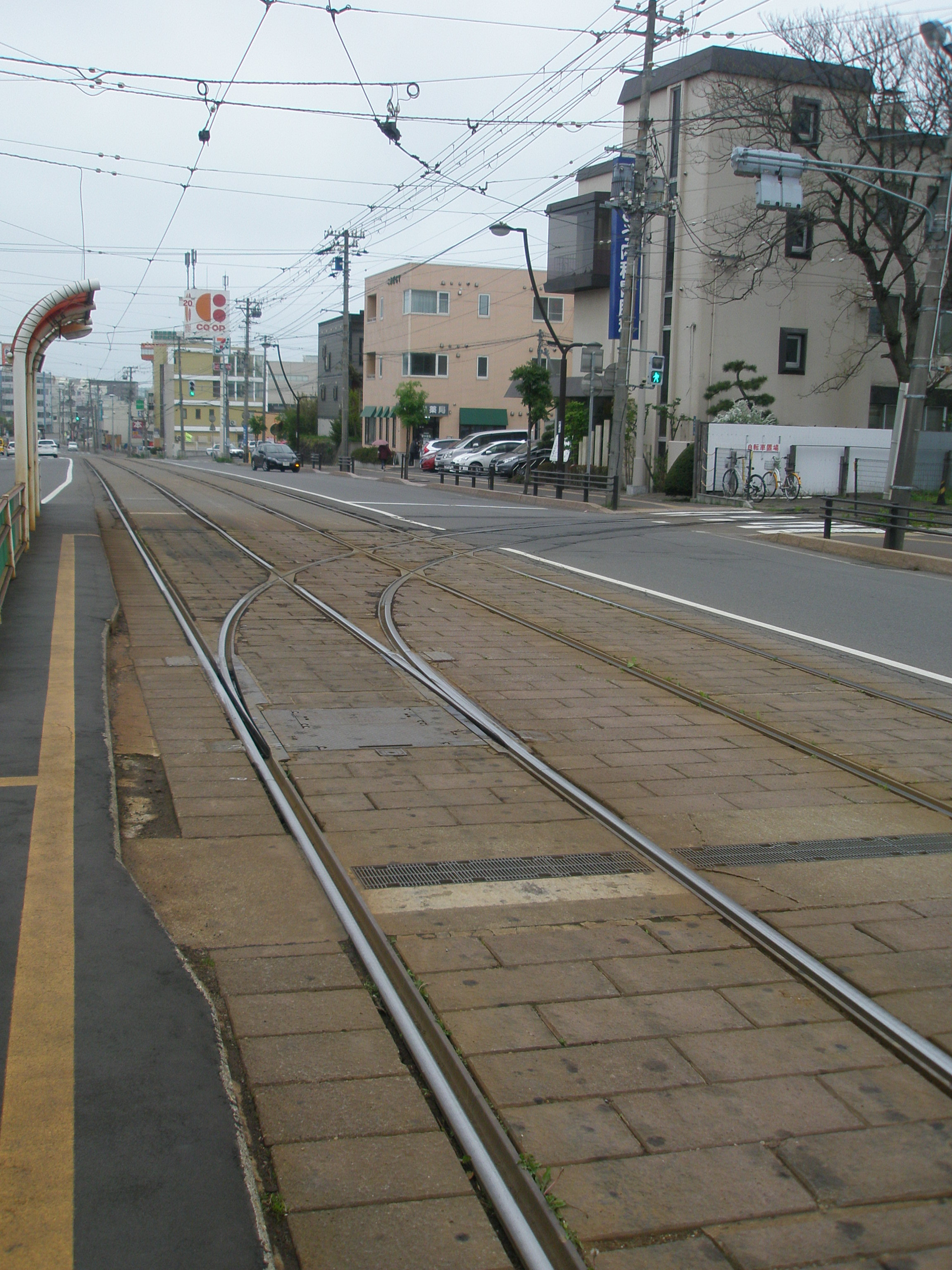
駒場車庫前停留場の車庫に向かう分岐部分の写真その2（2017年5月撮影）。

## 周辺
- 北海道道83号函館南茅部線
- 函館バス「駒場車庫前」停留所[4]

## 駒場車庫

### 概要
1934年（昭和9年）12月27日に完成した。函館大火で焼失した新川車庫（現在は函館水電の後身である北海道電力函館支店となっている）の代替施設として柏野野球場（函館太洋倶楽部本拠地）跡地に設置されたもの。大火後の昭和12年に発行された「函館市明細案内図　最新版」によれば、当初は周辺の地名であった「柏野」を取り「柏野車庫」と呼称されていた時期があったようである。
営業所・車庫・工場・変電所などの運行機能が集中している（変電所は東雲町にもある）。過去には、車庫・営業所は柏木町と梁川町にあり、駒場は工場機能のみであったが、合理化のため1973年（昭和48年）から1974年（昭和49年）にかけて柏木町・梁川町の車庫・営業所が廃止となり、車庫・営業所機能が駒場に集約された。
2002年（平成14年）10月7日に函館市役所末広町分庁舎の閉鎖に伴い、末広町分庁舎に入居していた管理部及び運輸部が、車庫敷地内に新築された管理庁舎へ移転した。
入出庫線が車庫の東西両側にあり、東側の入出庫線は湯の川方面行き本線路に、西側の入出庫線は函館駅前方面行き本線路に接続している。西側の入出庫線が車庫前の道路に通じる位置には、入出庫線と歩道に面して営業所が設置されており、電車に対する運行指示のほか、電車の運行時刻、貸切予約、車内への忘れ物等に関する利用者の問い合わせへの対応・案内を行っている。乗客に販売する乗車券類やオリジナルグッズを販売する乗車券販売所も併設されている。

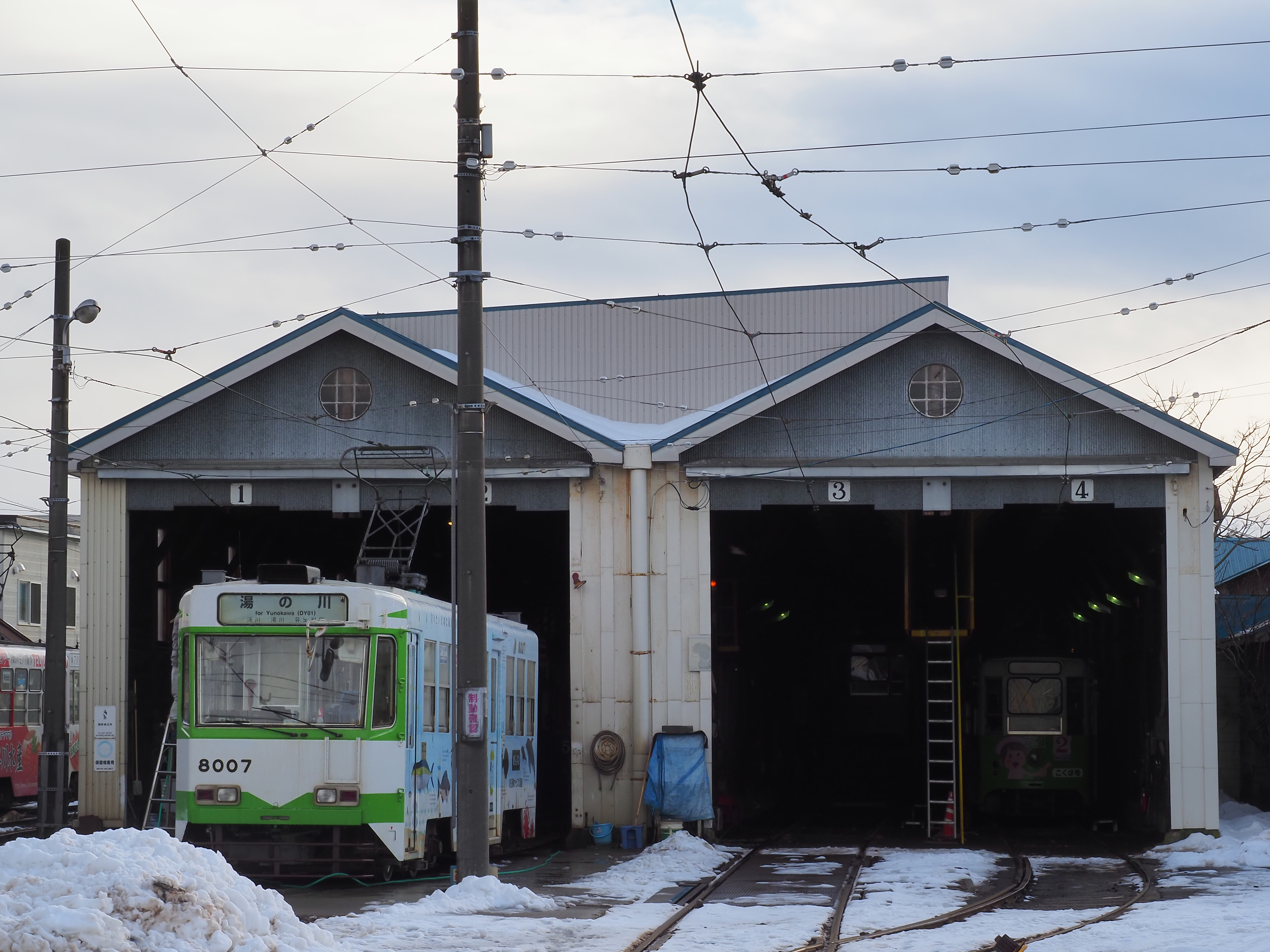
車庫。右2本はピットがあり、簡単な検査にも使われる。
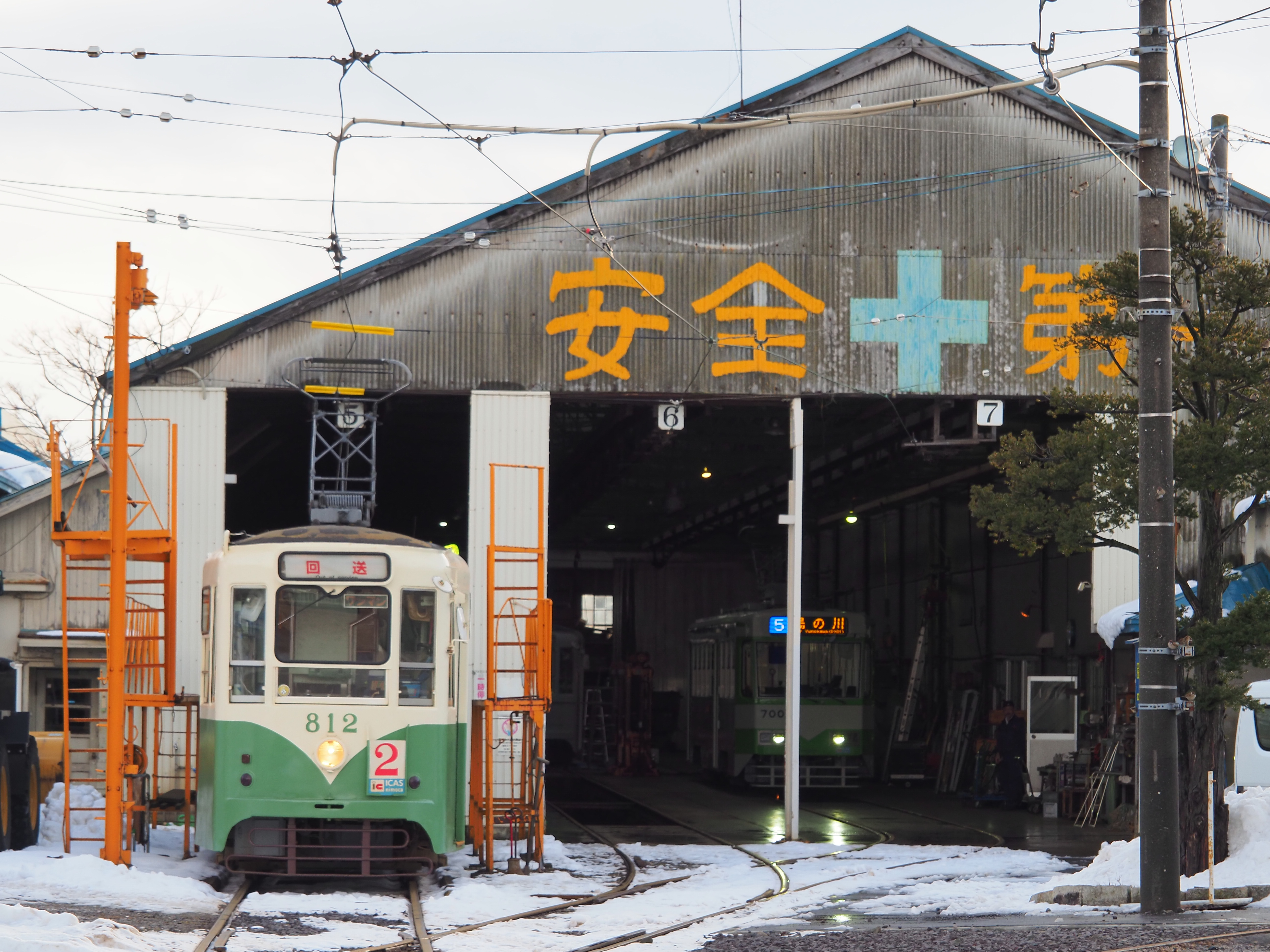
工場。奥にはジャッキが2基設置されている。
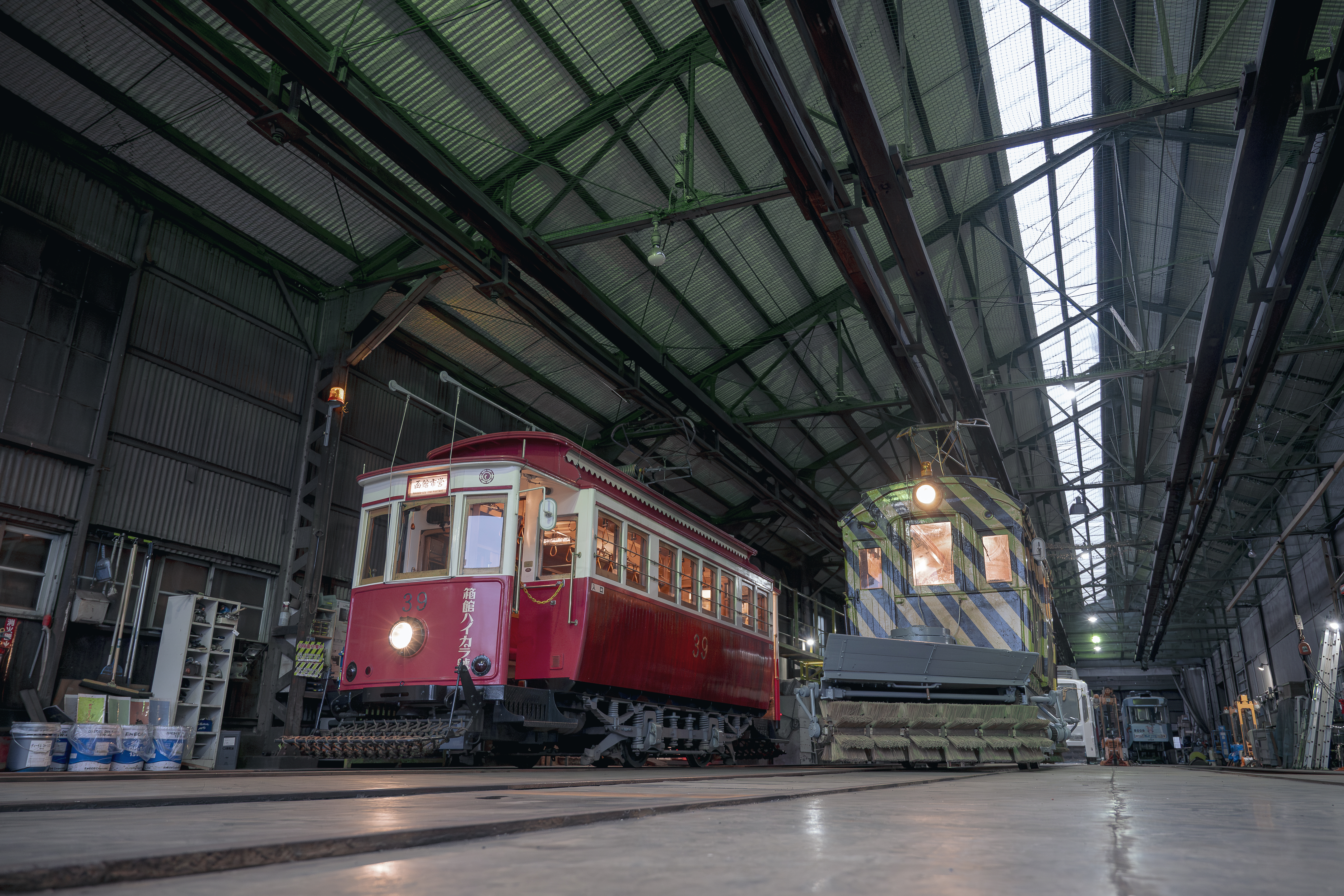
工場内(許可を得て撮影)

### 配置車両
以下の37両。
| 配置車両   | 配置車両             | 配置車両             | 配置車両             | 配置車両             | 配置車両   | 配置車両   | 配置車両   | 配置車両   |
| 旅客用車両 | 旅客用車両           | 旅客用車両           | 旅客用車両           | 旅客用車両           | 事業用車両 | 事業用車両 | 事業用車両 | 事業用車両 |
| ---------- | -------------------- | -------------------- | -------------------- | -------------------- | ---------- | ---------- | ---------- | ---------- |
| 30形       | 39（箱館ハイカラ號） | 39（箱館ハイカラ號） | 39（箱館ハイカラ號） | 39（箱館ハイカラ號） | 排形       | 排3        | 排4        |            |
| 500形      | 501（2代）           | 501（2代）           | 530                  | 530                  | 装形       | 装1        | 装2        | 装3        |
| 710形      | 716                  | 719                  | 720                  | 721                  |            |            |            |            |
| 710形      | 723                  |                      |                      |                      |            |            |            |            |
| 800形      | 812                  | 812                  | 812                  | 812                  |            |            |            |            |
| 2000形     | 2001                 | 2001                 | 2002                 | 2002                 |            |            |            |            |
| 3000形     | 3001                 | 3002                 | 3003                 | 3004                 |            |            |            |            |
| 7000形     | 7001                 | 7001                 | 7001                 | 7001                 |            |            |            |            |
| 8000形     | 8001                 | 8002                 | 8003                 | 8004                 |            |            |            |            |
| 8000形     | 8005                 | 8006                 | 8007                 | 8008                 |            |            |            |            |
| 8000形     | 8009                 | 8009                 | 8010                 | 8010                 |            |            |            |            |
| 8100形     | 8101                 | 8101                 | 8101                 | 8101                 |            |            |            |            |
| 9600形     | 9601                 | 9602                 | 9603                 | 9604                 |            |            |            |            |
| 9600形     | 9605                 |                      |                      |                      |            |            |            |            |

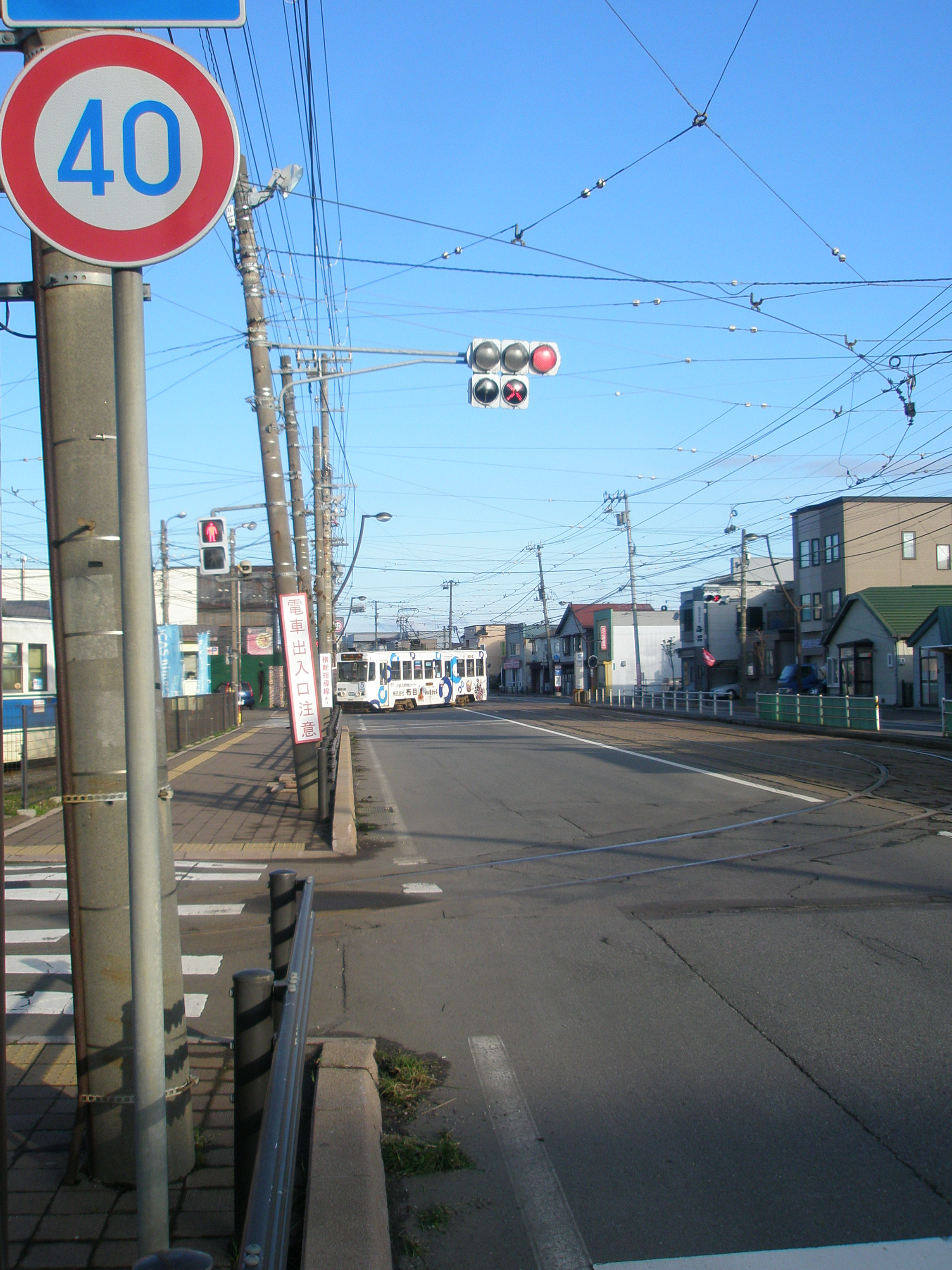
駒場車庫からの電車出庫時（五稜郭公園前方向に向かって、2017年4月撮影）
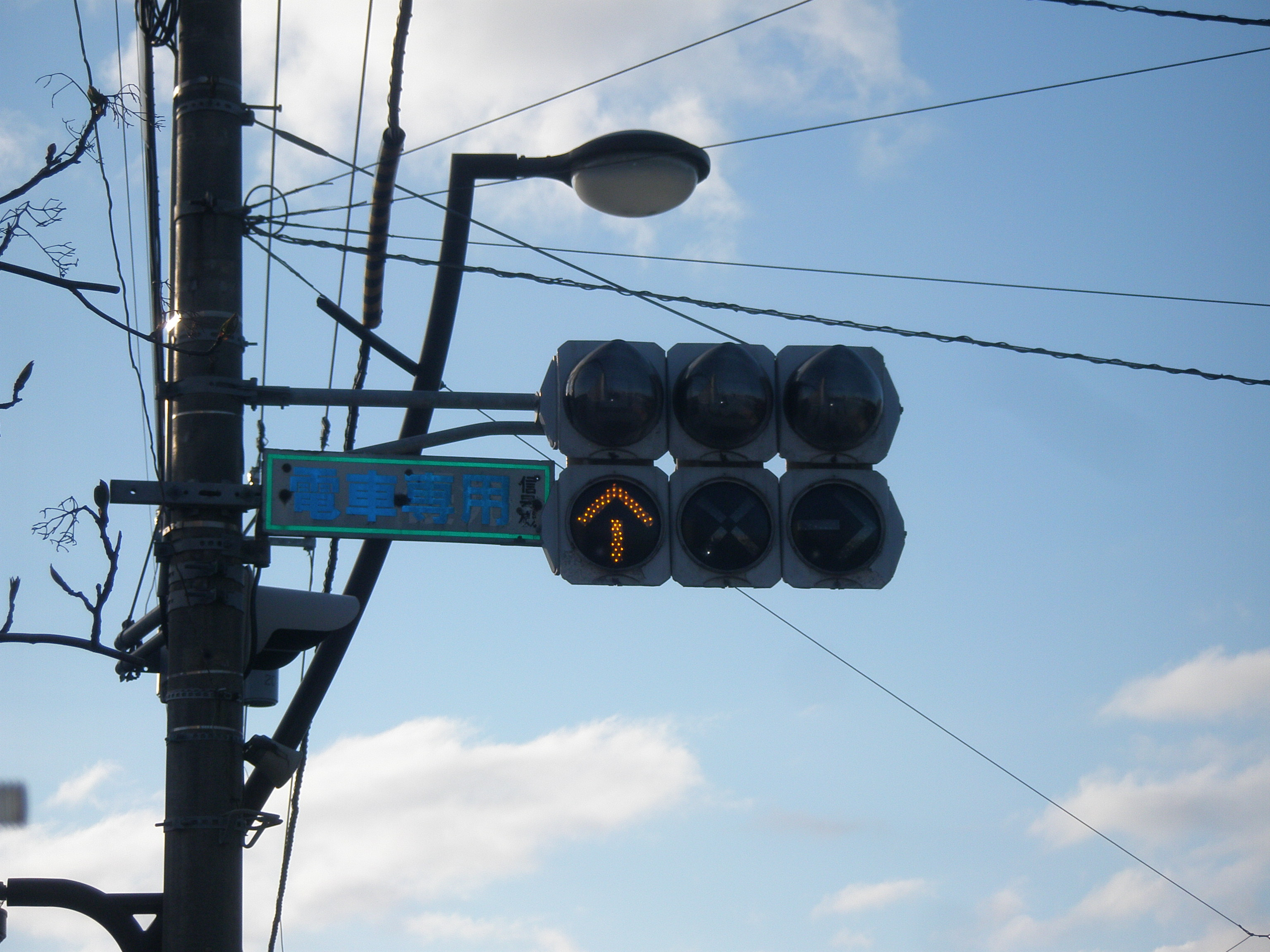
駒場車庫前に設置の電車専用信号機（湯の川方向、2017年4月撮影）上段は左から「回」「返」「減」の文字が点灯する

## 隣の停留場
函館市企業局交通部
湯の川線
函館アリーナ前停留場 (DY03) - 駒場車庫前停留場 (DY04) - 競馬場前停留場 (DY05)